# Бухуни
Бухуни́ —  село в Україні, у Шишацькій селищній громаді Миргородського району Полтавської області. Населення становить 313 осіб (2001). До 2020 орган місцевого самоврядування — Яреськівська сільська рада.

## Географія
Село Бухуни знаходиться на відстані 3 км від сіл Велика Бузова, Соснівка та Гончарі. По селу протікає пересихаючий струмок з загатою.

## Історія
12 червня 2020 року, відповідно до розпорядження Кабінету Міністрів України № 721-р «Про визначення адміністративних центрів та затвердження територій територіальних громад Полтавської області», село увійшло до складу Шишацької селищної громади.
19 липня 2020 року, в результаті адміністративно - територіальної реформи та ліквідації Шишацького району, село увійшло до складу новоутвореного Миргородського району Полтавської області.

## Економіка
- Молочно-товарна ферма.